# Charlotte Sting
Le Charlotte Sting furono una squadra di pallacanestro che militò nella WNBA (Women's National Basketball Association), il campionato professionistico femminile degli Stati Uniti d'America.
Gli Sting erano originariamente l'organizzazione sorella degli Charlotte Hornets, fino al trasferimento della squadra NBA a New Orleans nel 2002. Robert L. Johnson, fondatore della Black Entertainment Television, acquistò la squadra nel gennaio 2003, poco dopo essere stato annunciato come principale proprietario di una franchigia di espansione NBA che sostituiva gli Hornets trasferitisi a New Orleans.

## Storia della franchigia

### Gli albori
Le Charlotte Sting sono state una delle otto franchigie WNBA originali che hanno iniziato a giocare nel 1997. Le Sting erano allora la squadra gemella degli Charlotte Hornets. Le Sting terminarono la loro prima stagione con un record di 15-13 e si qualificarono per i primi playoff WNBA, ma persero contro le Houston Comets, campionesse in carica, nella semifinale a gara unica.
Le Sting del 1998 terminarono la stagione con un record di 18-12. Nei playoff, le Sting persero ancora una volta le semifinali della Eastern Conference contro gli Houston Comets, che si aggiudicarono nuovamente il campionato. Durante la stagione WNBA 1998, la giocatrice delle Sting Kelly Boucher è diventata la prima canadese a giocare nella lega.
Nella offseason 1998-1999, con la chiusura della American Basketball League, le Sting aggiunsero l'ex guardia della ABL Dawn Staley a un roster già impressionante che comprendeva Vicky Bullett e Andrea Stinson.
Il loro record, tuttavia, è sceso a 15-17 nel 1999. Il risultato fu comunque sufficiente per qualificarsi ai playoff, dove sconfissero le Detroit Shock nel turno inaugurale per 60-54. Nelle finali di conference, le Sting si sono imposte sulle New York Liberty per 2 partite a 1.
La stagione 2000 è stata molto deludente per gli Sting, con un record finale di 8-24. Hanno mancato i playoff per la prima volta. Per la prima volta nella storia della franchigia, gli Sting non raggiungono i playoff.
Nel 2001 gli Sting persero 10 delle prime 11 partite. In seguito, però, la squadra ha perso solo 4 partite, concludendo con un record di 18-14. Nonostante si fossero qualificati per un pelo ai playoff come testa di serie numero 4, nessuno voleva affrontarli. Nel primo turno, gli Sting sconvolgono prima i Cleveland Rockers, testa di serie numero 1, e poi i New York Liberty, numero 2, battendoli in tre partite. Per la prima volta nella storia della franchigia, le Sting si ritrovano alle finali WNBA. Ma la magia è finita lì per gli Sting, che sono stati spazzati via dalle Los Angeles Sparks in 2 partite.
Nella stagione 2002 le Sting hanno ottenuto un solido record di 18-14, ma sono state spazzate via dalle Washington Mystics nel primo turno dei playoff.
Dopo la stagione NBA 2001-2002, gli Charlotte Hornets si sono trasferiti a New Orleans (vedi "New Orleans Hornets"). Gli Sting non hanno accompagnato gli Hornets a New Orleans. Per una stagione (2003), gli Sting non hanno avuto una squadra fratello.

### Il rebranding e il lento declino
Dopo il trasferimento degli Hornets, l'NBA annunciò immediatamente che una nuova squadra avrebbe iniziato a giocare a Charlotte a partire dalla stagione 2004-2005. Poco dopo, Robert L. Johnson fu annunciato come proprietario di questa nuova franchigia. Johnson acquistò anche gli Sting per farli giocare come squadra gemella dei nuovi Charlotte Bobcats.
La stagione 2003 vide un'altra apparizione ai playoff per gli Sting. La franchigia ha ottenuto un record di 18-16 e ha pareggiato con i Connecticut Sun per la seconda testa di serie. Gli Sting affrontarono gli stessi Sun nei playoff e furono spazzati via in 2 partite.
Dopo la stagione, Johnson cambiò i colori della squadra degli Sting, passando dal verde e viola degli Hornets al blu e arancione dei Bobcats. Si ipotizzò che la squadra avrebbe potuto cambiare nome, ma una mascotte di nuova concezione che riprendeva lo stesso tema degli Sting rese improbabile l'idea.
Durante l'off-season, la squadra ha aggiunto diversi elementi chiave al suo consolidato gruppo di veterani. Dopo aver scambiato Kelly Miller con le Indiana Fever in cambio della terza scelta assoluta nel Draft WNBA, gli Sting hanno scelto Nicole Powell, una studentessa dell'Università di Stanford. Gli Sting hanno effettuato quattro scelte complessive, tra cui la seconda scelta di Kelly Mazzante, atleta di Penn State.
Nella stagione 2004 gli Sting non hanno raggiunto i playoff, con un record di 16-18 e una partita in meno rispetto alla testa di serie numero 4. Dopo la stagione, gli Sting hanno continuato a giocare con la squadra di Stanford. Dopo la stagione, gli Sting hanno continuato a costruire per il futuro, scambiando con i Sacramento Monarchs Tangela Smith e una scelta al secondo turno del draft 2006 in un accordo che ha visto Nicole Powell scambiata con Sacramento. Dopo aver ottenuto la prima scelta al Draft WNBA 2005, le Sting selezionano Janel McCarville, giocatrice dei Golden Gophers dell'Università del Minnesota.
Le nuove Sting disputano una pessima stagione 2005, con il peggior record della lega (6-28). Durante la stagione, gli Sting cedono la veterana Dawn Staley agli Houston Comets e nominano l'icona della pallacanestro di Charlotte Muggsy Bogues come nuovo allenatore. La stagione vede anche la squadra giocare la sua ultima partita al Charlotte Coliseum, l'arena di casa della squadra dal 1997.
Per la stagione 2006 gli Sting si trasferiscono nella nuova sede dei Bobcats, la Time Warner Cable Arena. Nel 2006 gli Sting hanno avuto una stagione migliore rispetto al 2005, con un risultato di 11-23. Gli Sting avevano una nuova arena e stavano chiaramente facendo progressi nella ricostruzione. Nonostante il crescente numero di successi sul campo, la stagione 2006 si rivelò essere l'ultima stagione degli Sting nel campionato.

### Numeri ritirati
- 32. Andrea Stinson

## Record stagione per stagione
| Disputa Playoff | Campione di Conference | Campione WNBA |

| Stagione        | V   | P   | %    | Playoff                                                                              | Risultato                                                                   |
| --------------- | --- | --- | ---- | ------------------------------------------------------------------------------------ | --------------------------------------------------------------------------- |
| Charlotte Sting |     |     |      |                                                                                      |                                                                             |
| 1997            | 15  | 13  | 53,6 | Perdono le semifinali WNBA                                                           | Charlotte 0, Houston 1                                                      |
| 1998            | 18  | 12  | 60,0 | Perdono le semifinali WNBA                                                           | Charlotte 0, Houston 2                                                      |
| 1999            | 15  | 17  | 46,9 | Vince le semifinali di conference Perde le finali di conference                      | Charlotte 1, Detroit 0 Charlotte 1, New York 2                              |
| 2000            | 8   | 24  | 25,0 |                                                                                      |                                                                             |
| 2001            | 18  | 14  | 56,3 | Vince le semifinali di conference Vince le finali di conference Perde le WNBA Finals | Charlotte 2, Cleveland 1 Charlotte 2, New York 1 Charlotte 0, Los Angeles 2 |
| 2002            | 18  | 14  | 56,3 | Perdono le semifinali di conference                                                  | Charlotte 0, Washington 2                                                   |
| 2003            | 18  | 16  | 52,9 | Perdono le semifinali di conference                                                  | Charlotte 0, Connecticut 2                                                  |
| Charlotte Sting |     |     |      |                                                                                      |                                                                             |
| 2004            | 16  | 18  | 47,1 |                                                                                      |                                                                             |
| 2005            | 6   | 28  | 17,6 |                                                                                      |                                                                             |
| 2006            | 11  | 23  | 32,4 |                                                                                      |                                                                             |
| Totale          | 143 | 179 | 44,4 |                                                                                      |                                                                             |
| Play-off        | 6   | 13  | 31,6 | 0 Titoli WNBA 1 Titoli di Conference                                                 | 0 Titoli WNBA 1 Titoli di Conference                                        |